# Station Zamość Północny
Station Zamość Północny is een spoorwegstation in de Poolse plaats Sitaniec.